# När jag blir stor
När jag blir stor är en svensk dokumentärfilm från 2009 i regi av Rainer Hartleb. Filmen skildrar ett svenskt skolklassrum i Jordbro där elever med bakgrund från olika länder vistas.
Filmen producerades av Hartleb som även var fotograf tillsammans med Staffan Lindqvist. Musiken komponerades av Raymond King och filmen klipptes av Hartleb. Den premiärvisades 25 september 2009 och visades året efter på Göteborgs filmfestival och i Sveriges Television.

## Mottagande
Filmen mottog övervägande positiv kritik och har medelbetyget 3,7/5 på sajten Kritiker.se, som sammanställer bland annat filmrecensioner, baserat på tolv recensioner. Till de mer positiva omdömena hörde Sydsvenskan (5/5), Gomorron Sverige (4/5) och Moviezine (4/5) och till de mer negativa Aftonbladet (2/5).